# Namo Pinang
Namo Pinang is een bestuurslaag in het regentschap Deli Serdang van de provincie Noord-Sumatra, Indonesië. Namo Pinang telt 553 inwoners (volkstelling 2010).